# Goos
 Goos  (en occitano Gòs) es una población y comuna francesa, situada en la región de Aquitania, departamento de Landas, en el distrito de Dax y cantón de Montfort-en-Chalosse.

## Demografía
| 368 | 377 | 329 | 361 | 437 | 423 |
| Para los censos de 1962 a 1999 la población legal corresponde a la población sin duplicidades (Fuente: INSEE [Consultar]) |     |     |     |     |     |